# Notre-Dame (Auros)

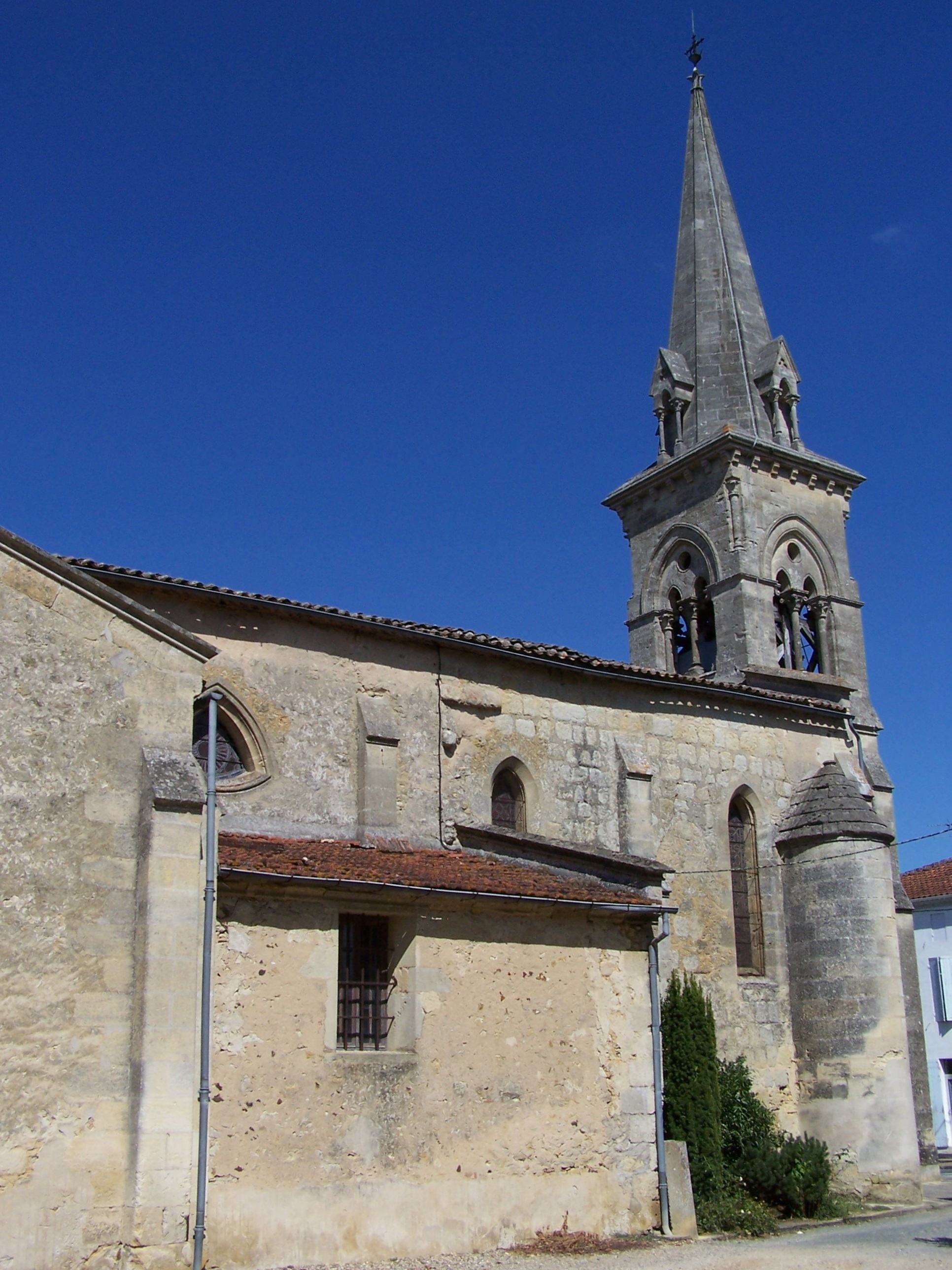
Kirche Notre-Dame in Auros

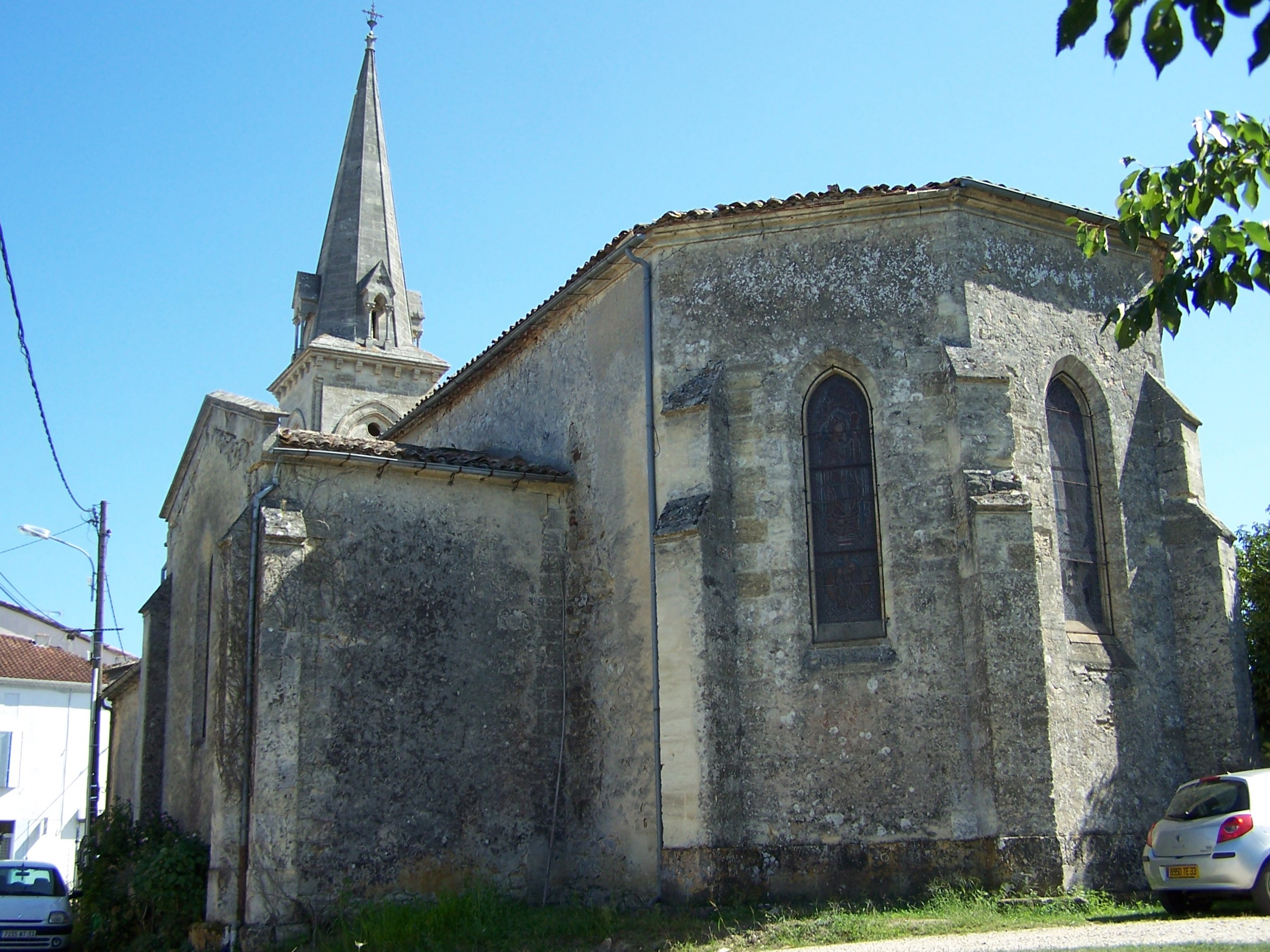
Apsis

Die katholische Pfarrkirche Notre-Dame in Auros, einer französischen Gemeinde im Département Gironde in der Region Nouvelle-Aquitaine, wurde 1878 auf den Fundamenten eines Vorgängerbaus aus dem 13. Jahrhundert errichtet. Die Kirche ist der Muttergottes geweiht.
Der neugotische Bau wurde nach Plänen des Architekten Gustave Alaux aus Bordeaux errichtet.